# 范元琰
范元琰（はん げんえん、442年 - 511年）は、南朝斉から梁にかけての隠者。字は伯珪、またの字は長玉。本貫は呉郡銭唐県。

## 経歴
范霊瑜の子として生まれた。建武2年（495年）、安北参軍として召されたが、赴かなかった。天監9年（510年）、銭唐県令の管慧弁が元琰の義行を上言し、揚州刺史の臨川王蕭宏が召命を発したが、元琰は行かなかった。天監10年（511年）、蕭宏が上表して推挙したが、ついに召されなかった。この年のうちに元琰は家で死去した。享年は70。

## 人物・逸話
- 父が死去したとき、元琰はまだ子どもだったが、哀慕して礼を尽くした。
- 成長すると学問を好み、経書と史書に広く通じ、仏教の解釈にも詳しかった。
- 謙虚な性格で、他人に対して驕ることがなかった。
- 祖母が腫れ物を患っていたため、元琰はいつも口で吸ってやっていた。
- 家は貧しく、菜園を営んで生業とした。あるとき人がかれの家の野菜を盗むところを見て、元琰は逃げ帰ってきた。母がその理由を問うと、元琰は詳細に答えたが、母が盗人は誰なのかを問うと、元琰は盗人の恥になるのを恐れて、その名を秘密にしたいと答えた。
- あるときかれの家の筍を盗む者がいた。元琰は木を伐って橋を作り盗人を渡してやった。このため盗人は大いに恥じ入り、その郷にこそ泥は出なくなった。
- 元琰は常に家にいて城市に出ることなく、貴賓に対するように独座していたため、かれを見て態度を改めない者はなかった。
- 劉瓛は元琰をたいへん重んじて、上表してかれを讃えた。

## 伝記資料
- 『梁書』巻51 列伝第45
- 『南史』巻76 列伝第66